# Pallacanestro Varese 1975-1976
Nel Campionato 1975-76 la Pallacanestro Varese abbandona il binomio con lo sponsor storico, Ignis, per affiancare il proprio nome a quello della Mobilgirgi, azienda di arredamento di Cantù. Il 25 settembre 1975 muore Giovanni Borghi, fondatore dell'azienda di elettrodomestici di Comerio, e presidente onorario del club cestistico dalla fine degli anni cinquanta.
Bob Morse, l'ala statunitense perno della squadra, prima dell'inizio della stagione decide di restare in patria. L'intervento economico del proprietario della Mobilgirgi, Gianpaolo Girgi, convince lo statunitense a rientrare in Italia.
I cambiamenti nella rosa vedono la partenza di Edoardo "Dodo" Rusconi, dopo otto anni di militanza bianco-rossa, verso la Alco Bologna e quella di Charlie Yelverton per la PintiInox Brescia. Sandro Gamba, confermato allenatore, sceglie inizialmente Bill Campion come straniero da utilizzare in campionato e John Ramsey per le competizioni europee. Al rientro di Morse, Ramsey lascia la società e Campion si sposta nel ruolo di giocatore di coppa.
In campionato la Pallacanestro Varese arriva seconda, alle spalle della Sinudyne Bologna, in Coppa Intercontinentale, vinta dalla Forst Cantù quinta. In Coppa Europa la Mobilgirgi sconfigge nella finale di Ginevra il Real Madrid.

## Rosa 1975/76
- Ivan Bisson
- Bill Campion
- Maurizio Gualco
- Giulio Iellini
- Dino Meneghin
- Riccardo Montesi
- Bob Morse
- Alberto Mottini
- Aldo Ossola
- Mauro Salvaneschi
- Marino Zanatta
- Allenatore:
  -  Sandro Gamba

## Statistiche
| COMPETIZIONE            | GIOCATE | VINTE | PERSE | F    | S    | PIAZZAMENTO |  |
| CAMPIONATO 1 e 2 fase   | 36      | 32    | 4     | 3441 | 2879 | 2           |  |
| TORNEI E AMICHEVOLI     | 14      | 9     | 5     | 1260 | 1177 | -           |  |
| COPPA INTERCONTINENTALE | 5       | 2     | 3     | 395  | 391  | 5           |  |
| COPPA EUROPA            | 13      | 9     | 4     | 1140 | 958  | VINCITRICE  |  |

## Fonti
- "Pallacanestro Varese 50 anni con voi" di Augusto Ossola